# Болест на Фар
Идиопатична калцификация на базалните ганглии (болест на Фар, първична фамилна мозъчна калцификация) е рядко срещано генетично заболяване, което се унаследява автозомно – доминатно. Характеризира се с отлагания на калций в мозъчни участъци, които контролират движението. С помощта на компютърна томография се визуализират калциеви депозити основно в базалните ганглии и в други области, като например кората на главния мозък.

## Признаци и симптоми
Симптомите на тази болест включва нарушаване на двигателните функции на тялото и речта, проявява се още с гърчове и други неволеви движения. Други симптоми са главоболие, деменция и зрителни нарушения. В някои отношения прилича на болестта на Паркинсон.
Болестта обикновено се манифестира в третата – петата декада на живота, но може да се прояви по-късно или по-рано (в детството). Обикновено започва с непохватност, бърза умора, нестабилна походка или неразбираема реч, трудности в преглъщането, неволеви движения или мускулни крампи. Гърчовете са честа находка. Невропсихичните симптоми, които могат да бъдат първите изяви на заболяването, могат да варират от леки затруднения в концентрирането и паметта до промени в личността и /или в поведението, до психози и деменция.

## Причини

### Мутация
Локус в дългото рамо на 14 хромозома е бил предложен, но няма идентифициран ген. Втори локус е бил идентифициран в хромозома 8 . Съобщава се и трети локус в хромозома 2 . Това предполага, че може да има генетична хетерогенност при тази болест 
Открита е била мутация в гена, кодиращ тип 3 натрий – зависим фосфатен транспортер 2(SLC20A2), локализиран на хромозома 8 [10]. Има биохимични доказателства, че фосфатният транспорт може да има важна роля в патогенезата на болестта.
Други два гена са били асоциирани с това състояние: PDGFB и PDGFRB [11]. Тези два гена са биохимически свързани: PDGFBR кодира рецептор β за тромбоцитен растежен фактор, а PDGFB кодира лиганд на PDGF-Rβ. Тези гени са активни по време на ангиогенеза и целят да мобилизират перицитите. Това предполага, че патогенезата на болестта на Фар включва и промени в хематоенцефалната бариера. 
Калцификациите могат да са следствие от няколко генетични заболявания, което изисква те да бъдат предварително изключени преди да се постави диагнозата болест на Фар.

## Патология
Най-често засегнатата мозъчна област е лентикуларното ядро особено вътрешния глобус палидус. Калцификациите в каудатното и дентатното ядра, путамен и таламусите са също честа находка. Понякога калцификациите започват или доминират в региони извън базалните ганглии.
Калцификациите изглежда, че прогресират, тъй като те обикновено обхващат по-големи области при възрастни. И тяхното увеличаване може да бъде проследено у засегнатите пациенти чрез серия от образни изследвания.
Освен обичайните области и други могат да бъдат засегнати като малкомозъчната кора, мозъчният ствол, центрум семиовале и субкортикалното бяло вещество.
Дифузни атрофични изменения с дилатация (разширение) на субарахноидални пространства и/или вентрикуларна система може да съществува съвместно с калцификациите.
Хистологично се описват концентрични калциеви депозити в стените на малките и средните артерии. По-рядко вените също могат да бъдат засегнати. Калцификати под формата на капчици могат да се наблюдават по дължина на капилярите. Тези депозити може впоследствие да доведат до запушване на лумена на кръвоносните съдове.
Депозите в палидума са позитивни при оцветяване за желязо. Дифузна глиоза може да обгражда депозитите, но значителната загуба на клетки е рядка.
На електронен микроскоп минералните депозити изглеждат като аморфни или кристалинни материали обградени от базална мембрана, калциеви гранулации се виждат в цитоплазмата на невроните и глията.
Калцификациите при това генетично заболяване не могат да бъдат различени от тези, които се образуват вследствие от вторичен хипопаратиреоидизъм или други причини.

## Диагноза
В допълнение на рутинните хематологични и биохимични лабораторни изследвания, трябва да се изследват и серумен калций, фосфор, магнезий, алкална фосфатаза, калцитонин и паратиреоиден хормон. Ликворът трябва да бъде изследван също, за да се отхвърли бактериално, вирусно или паразитно заболяване. Ellsworth Howard тест-тест за определяне повишен уринна екскреция на цикличен АМФ след стимулация с паратиреоден хормон- може да бъде полезен. Може да има индикации за изследване серология за токсоплазма. 
КТ(скенер) на мозък е метод на избор за локализирането и оценяването на церебралните калцификации.
Повишените нива на мед, желязо, магнезий, цинк, но не и за калция в ликвора са били намерени, но значението на тази находка, ако има такова, не е все още напълно ясно
.
Поставянето на диагноза изисква изпълнението на следните критерии:
1. наличието на двустранни калцификации на базалните ганглии.
2. наличието на прогресивна неврологична дисфункция (функционално нарушение).
3. липсата на друг метаболитен, инфекциозен, токсичен или травматичен фактор
4. фамилна история за автозомно доминантно унаследяване.

Калцификацията е обикновено идентифицирана на СТ скенер, но може да бъде видима и на обикновени рентгенови снимки на череп.

## Лечение
Няма дефинитивно лечение за болестта на Фар, нито стандартизиран протокол за лечение. Достъпното лечение е симптоматично. Ако паркинсоновите симптоми доминират в клиничната картина, обикновено има слаб терапевтичен отговор при лечение с Леводопа. При клинични случаи, при които психичните симптоми са на преден план, се препоръчва употреба на халоперидол или литий карбонат. Един клиничен случай описва подобрение на състоянието при употребата на бифосфонат.
Генетична консултация може да бъде от полза.

## Прогноза
Трудно е да се прогнозира развието на болестта. Няма достоверни корелации между възраст, количество на калцивите депозити в мозъка и неврологични дефицити. Тъй като калцификациите са възрастово зависими, KT (скенер) може да бъде негативен при пациент-носител на гена, който е по-млад от 55-годишна възраст.
Прогресивен неврологичен дефицит в крайна сметка води до инвалидизация и смърт.

## История
За първи път това заболяване е отбелязано от немски невролог Карл Теодор Fahr през 1930 година. По-малко популярни имена за това състояние са Chavany-Brunhes синдром и Fritsche's синдром, съответно именувани на Жак Брюнес, Жан Алфред Емил Chavany и Р. Фриче 
Диагностицирани до 1997 год са по-малко от 20 фамилии според литературата.